# Jules Chervet
Jules Lucien Chervet (* 31. Dezember 2003 in Cluses) ist ein französischer Skispringer.

## Werdegang
Ohne großen Erfolg nahm Chervet zunächst am internationalen Kinder- und Jugendwettbewerb teil und belegte weitere Plätze beim FIS Youth Cup und den OPA Games-Wettbewerben. Im September 2017 debütierte er im Alpencup in Kandersteg und belegte dabei zweimal den 65. Platz. Seine ersten Punkte der Serie erzielte er im Februar 2018 in Planica.
Im Dezember 2020 gab Chervet in Kandersteg sein FIS-Cup-Debüt und belegte den 42. Platz. Die ersten Punkte im FIS-Cup erzielte er im Dezember 2021 am selben Ort mit einem 29. Rang. Im Dezember 2021 debütierte er in Engelberg im Continental Cup, beim ersten Start im Wettbewerb dieses Ranges belegte er den 59. Platz.
Chervet gehörte zur französischen Auswahl bei den Junioren-Weltmeisterschaften 2022 und 2023, dem Europäischen Olympischen Winter-Jugendfestival 2022 sowie den Europaspielen 2023. Bei nationalen Meisterschaften gewann er bisher dreimal Bronze mit der Mannschaft.
Er ist der Zwillingsbruder von Emma Chervet, die ebenfalls Ski springt.

## Statistik

### Grand-Prix-Platzierungen
| Saison | Platz | Punkte |
| ------ | ----- | ------ |
| 2024   | 44.   | 044    |

### Ergebnisse Juniorenweltmeisterschaften

#### Einzel
| 2022 Zakopane | – | 40. Platz |
| 2023 Whistler | – | 27. Platz |

#### Team
| 2022 Zakopane | – | 8. Platz         |
| 2023 Whistler | – | 9. Platz (Mixed) |

### Europaspiele

#### Einzel
| 2023 Kraków/Zakopane | – | 47. Platz (K-95), 44. Platz (K-125) |

### Europäisches Olympisches Jugendfestival

#### Einzel
| 2022 Vuokatti/Lahti | – | 20. Platz |

#### Team
| 2022 Vuokatti/Lahti | – | 7. Platz |